# Осадчий Олександр Станіславович

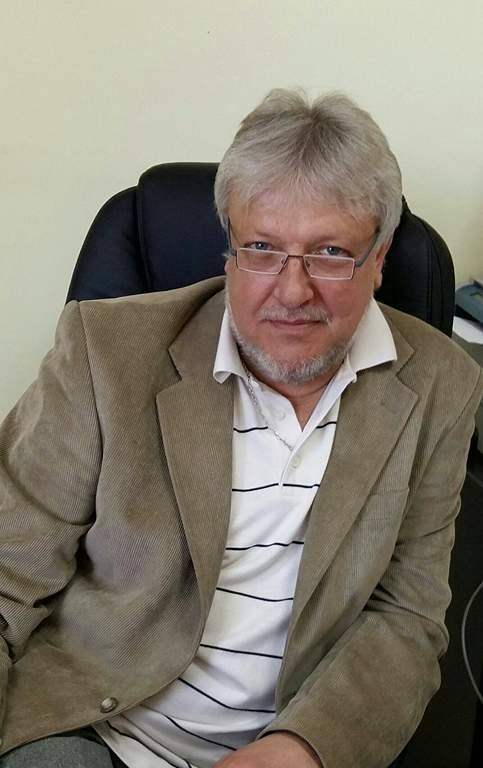
Фото Осадчий Олександр

Осадчий Олександр Станіславович — голова правління Об'єднання виробників будівельних матеріалів «Слобожанський Брук», місто Дергачі, голова правління Об'єднання промисловців та підприємців Дергачівщини. Депутат Харківської районної ради VIII скликання.

## Життєпис
Народився у селі Кам'янка Ізюмського району Харківської області 25 січня 1963 року.
Освіта вища — з1980 по 1985рік навчався у Харківському інституті механізації та електрифікації сільського господарства. У 1989році закінчив  10 Вищі центральні офіцерські курси вдосконалення політскладу при МО СРСР.
Трудову діяльність почав у 1985 році інженером-механіком, З 1986 року працював на виборних посадах у комсомолі - 1987-89рр.  I-й секретар Дергачівського РК ЛКСМУкраїни. 1989-91рр. - директор Молодіжного центру "Підприємство Молодіжних Ініціатив". З 1991 року — директор підприємства ТОВ «Комтекс лтд», З 2001 року — голова правління ОВБМ «Слобожанський брук».
У 2016-17 роках очолював відділ культури Дергачівської РДА, радник голови Дергачівської РДА по боротьбі з корупцією, голова правління БО БФ «Громадська олідарність Дергачівщини».
З 2005 року — заступник голови правління Об'єднання промисловців та підприємців Дергачівського району.
З 8 березня 2022року по 25 січня 2023року — заступник командира 226 Окремого батальйону 127 Окремої Бригади ТРО м. Харків, майор.
З вересня 2024 року — голова правління Об'єднання промисловців та підприємців Дергачівщини.https://clarity-project.info/person/6fe2260bee41b88d1a4605fcaad15d93
Меценат, волонтер. Автор та виконавець робіт з будівництва пам'ятників Першій Вчительці, Героям АТО у Пересічному та Дергачах, Героям Чорнобильцям та Афганцям у Дергачах, Малій Данилівці та Козачій Лопані, поету М.Бакуменку, встановив Козацький Хрест і  пам'ятний знак на горі Січ у місті Дергачі та Героям на висоті Петріщева у селі Польова Дергачівського району, реставрував понад двадцяти пам'ятників воїнам загиблим  у другій світовій війні.
В березні 2022 року добровольцем пішов до Збройних Сил України, де в складі 226 Окремого батальйону 127 Окремої бригади ТрО на посаді заступника командира батальйону у званні майора, брав участь у обороні міста-героя Харкова та у звільненні Харківської області від російських окупантів. Демобілізований за віком у січні 2023 року. Учасник Помаранчевої революції 2004 року та Харківського євромайдану 2013-14років. Автор та виконавець пісень про Героїв захисників України та Волонтерів — https://youtu.be/q5uifuQBqQ4 https://youtu.be/t25u-EcbjkM?si=YDvqXAGa7tRVY1Rh

## Політична діяльність
2005—2010 рр. — голова Дергачівської міської організації політичної партії «Наша Україна»
2014—2020 рр. — член політради Дергачівської районної організації партії "БПП «Солідарність»
2020-по т.ч. — голова Дергачівського міського осередку політичної партії «Європейська Солідарність»
Депутат Дергачівської міської ради V, VI, VII скликань
Депутат Харківської районної ради VIII скликання, голова комісії з питань охорони здоров'я, соціальної політики та у справах ветеранів, учасників бойових дій

## Нагороди
- Орден «Данила Галицького»,[7] 2022 р.
- Орден «За розбудову України»,[8] 2016 р.
- Орден «Єдність та Воля»,[9] 2018 р.
- Орден «За мужність і відвагу»[10] 2023 р.
- Орден «Слава України»[11] 2021 р.
- Відзнака «Волонтер України»[11] 2021 р.
- відзнаки «За оборону міста-героя Харкова», 2022 р.
- Відзнака командира 226 ОБ «Срібний Хрест», 2022 р.
- Орден «Святителя Миколая» ПЦУ, 2022 р.
- відзнака «За заслуги перед громадою»,2017 р.
- відзнака «Дергачівська Слава», 2012 р.
- відзнака «Гордість Культури Дергачівщини», 2016 р.
- Почесна  грамота Українського  фонду культури імені Бориса Олійника,2019 р.
- Почесний громадянин Дергачівського району (2013 р.),[12]
- Почесний громадянин міста Дергачі (2008 р.).
- Хрест «Честь і Слава» 2023 р.https://vto-orden.com.ua/catalog/award/hrest-chest-i-slava-2#:~:text=4904%2D4908,18.08.2023
- Відзнака голови Дергачівської ВЦА «За заслуги» 2023 р.
- Відзнака командира 127 ОБр ТрО «Золотий Хрест» 2023 р.
- Орден Святого Архістратига Михаїла II ступеню ПЦУ, № 1810 2024 р.
- Орден «ВОЛЯ та ЧЕСТЬ» гетьмана Івана Мазепи № 080, 01.10.2024 р.https://vto-orden.com.ua/catalog/award/orden-volya-ta-chest-getmana-ivana-mazepi#:~:text=%E2%84%96078%2D080,17.09.2024
- Орден "За мужність"  2025р.https://vto-orden.com.ua/catalog/award/znak-narodnoyi-poshani-orden-muzhnosti-reyestr-do-
- Хрест Бойового Братерства  2025р. https://vto-orden.com.ua/catalog/award/reyestr-nagorodzhenih-hrestom-bojovogo-braterstva-
- Відзнака командира 225 ОШП "За співпрацю"  15.05.2025р.